# Hunter Hunted
Hunter Hunted est un jeu vidéo de plates-formes sorti en 1996 sur PC. Le jeu a été développé par Dynamix et édité par Sierra On-Line. Une extension a été réalisée par la suite.

## Histoire
L'humanité a été éradiquée par une race extraterrestre à la fin du XXe siècle. Ces extraterrestres, appelés les Maîtres (Masters), n'ont conservé que les hommes les plus forts et les plus rusés afin de les faire participer pour leur divertissement au jeu Hunter Hunted (Chasseur chassé), en compagnie de représentants d'une autre race issue de la planète Kulrathe, également conquise. Ce jeu se déroule dans les ruines des cités de la Terre et consiste en un affrontement à mort entre les participants.
Le jeu commence vers 2015. Un homme, Jake, et une Bête (Beast) un combattant issu de Kulrathe, Garathe Den, décident de s'allier pour récupérer au cours de leurs combats les matériaux nécessaires à la fabrication d'un véhicule pour s'échapper.

## Système de jeu
Durant les différentes missions, Jake et Garathe Den vont donc devoir se battre dans des arènes souterraines pour le plaisir des Maîtres, et tenter de récupérer du matériel pour leur véhicule.
Ils peuvent avoir différents objectifs comme éliminer certains ennemis ou retrouver certains objets avant de rejoindre la sortie. Certaines missions sont à effectuer en temps limité.
Le joueur contrôle selon les missions soit Jake, soit Garathe Den. Ils devront se battre contre diverses créatures ou machines créées par les Maîtres et contre les autres combattants esclaves, ironiquement appelés Hunters (Chasseurs).
Les Hommes et les Bêtes comportent de nombreuses différences. Les Hommes peuvent se battre avec des armes très puissantes comme le fusil ou le lance-roquettes. Les Bêtes, elles, ont des armes plus rudimentaires (massue, couteau...) mais sont douées d'une extraordinaire force physique: elles courent et sautent plus vite et plus loin que les Humains et sont plus efficaces au corps à corps ; elles sont de plus douées d'une meilleure résistance.
La difficulté va croissante avec les niveaux, les parties étant plus longues ou en temps limité et les ennemis plus forts et plus nombreux. Il n'est toutefois pas obligatoire de faire les missions dans l'ordre.
Les niveaux sont faits de couloirs et de plateformes horizontaux. On se déplace verticalement en sautant, en utilisant des échelles ou des téléporteurs.
Le jeu est essentiellement en deux dimensions ; cependant, on peut se déplacer en profondeur par des portes ou des ouvertures.
Il existe des pièces cachées, que l'on peut ouvrir en activant des interrupteurs, en trouvant la clé correspondant à une porte ou tout simplement en poussant le mur. L'accès à ces pièces est parfois obligatoire pour la mission (objet essentiel ou passage obligé), mais contiennent la plupart du temps de l'équipement bonus pour aider le joueur durant le reste du niveau.
L'équipement et la « vie » ne sont pas conservés d'un niveau à l'autre, et l'on remarque aussi que la couleur du joueur (celle du tee-shirt de Jake et du pelage de Garathe Den) change suivant les missions.

### Équipement et bonus
Différents objets, armes et bonus peuvent être obtenus dans le jeu. Ils peuvent être de simples aides ou bien nécessaires pour sortir du niveau.

#### Les armes
Les grenades et les étoiles de ninja sont disponibles pour les deux races. Les autres armes sont spécifiques. En général, les armes humaines sont plus puissantes que celles des bêtes.
Les Bêtes compensent ce défaut par une meilleure constitution physique et par le fait de disposer d'une arme de corps à corps perfectionnée (la massue).
- Humains
  - Poings et pieds (corps à corps)
  - Grenades (explosent en rencontrant une cible ou au bout d'un certain temps)
  - Étoiles de ninja (sorte de shakens explosifs, explosent en rencontrant une cible ou au bout d'un certain temps ; il est possible de récupérer ceux fichés dans un mur)
  - Pistolet (un coup tire 3 balles à la suite)
  - Fusil (une cartouche tire 4 projectiles)
  - Lance-roquettes
- Bêtes 
  - Poings (corps à corps, plus puissants que ceux des Humains)
  - Massue (corps à corps)
  - Grenades (explosent en rencontrant une cible ou au bout d'un certain temps)
  - Couteaux (armes de lancer)
  - Étoiles de ninja (sortes de shakens explosifs, explosent en rencontrant une cible ou au bout d'un certain temps ; il est possible de récupérer ceux fichés dans un mur)
  - Fouet (arme de jet ; tire une bille de plasma qui se sépare en plusieurs petits projectiles)

La puissance de d'un impact, d'un choc ou d'une explosion peut projeter un combattant à terre, mais il faut plus de force pour mettre à terre une Bête qu'un Humain.

#### La vie
Il y a deux moyens de regagner de la vie :
- Des boîtes de soin (redonnent 25 points de vie, ne peuvent pas faire dépasser les 100 points de vie)
- Des boîtes de nourritures (redonnent 99 points de vie, peuvent amener jusqu'à 199 points de vie)

Il existe un sérum anti-poison qui guérit instantanément du poison (mais ne restitue pas les points de vie perdus)

#### L'armure
L'armure permet d'amortir les chocs, les coups, les impacts de projectiles et les explosions et donc de perdre de l'armure au lieu de points de vie.
On la récupère sous forme de gants, de casques, de bottes ou de cuirasse.
La cuirasse donne 100 points d'armure et permet de dépasser les 100 points d'armure, jusqu'à un maximum de 199.

#### Les objets
Il faut récupérer des objets pour construire le véhicule qui servira à la fuite de Jake et de Garathe Den.
Ces objets sont variés, par exemple un pare-chocs, un téléviseur, des boulons, une tasse de café...
On voit à la fin de la mission les objets s'ajouter au véhicule, qui était à l'origine une simple voiture.

### Les adversaires
On rencontre dans le jeu divers ennemis au fur et à mesure des niveaux. Ils sont en général de plus en plus puissants. Ils peuvent être des créations des Maîtres ou des combattants (Bêtes ou Humains). Ces créations peuvent aussi bien attaquer le joueur que les autres combattants.

Voici leur liste par ordre d'apparition:
- Mines volantes (Hovering mines) : boules volantes hérissées de piquants explosant au contact d'un ennemi, il en existe de plus ou moins puissantes selon la couleur. Elles peuvent être créées par un Générateur de mines volantes
- Yeux de robot (Robot eyes) : une double mitrailleuse fixée au plafond tirant au laser. Ils sont plus ou moins puissants et tirent plus ou moins vite selon la couleur de leurs lasers.
- Rampants du chaos (Chaos creepers) : de petites bêtes se déplaçant rapidement et explosant au contact. Ils se cachent souvent dans des endroits étroits.
- Broyeurs (Bruisers) : immenses robots très résistants, ils peuvent tirer des fusées et des boules d'énergie très destructrices. En sautant ils peuvent faire trembler le sol et immobiliser momentanément les combattants. Ils sont moins résistant à l'arrière[1].
- Cactus Molotov (Molotov cacti) : ils sont indestructibles lorsqu'ils sont fermés, mais s'ouvrent pour lancer du pollen lorsqu'un combattant s'approche. Ils sont alors vulnérables. On les trouve souvent alignés, ce qui permet de faire en sorte qu'ils se tirent dessus.
- Robots de sécurité : robots capables de se déplacer en suspension, tant horizontalement que verticalement. Ils tirent des lasers plus ou moins puissants selon leur couleur.
- Raies manta (Manta rays) : raies manta volantes se déplaçant rapidement, traversant le combattant en lui infligeant des dégâts. Très fragiles, elles sont capables de toucher un joueur qui se cache en se plaquant contre un mur.
- Anticorps (Antibodies) : sorte de cailloux qui attaquent le joueur lorsque celui-ci se trouve proche. Il en existe deux sortes, les jaunes et les gris. Les jaunes sont plus puissants. Ils sont très peu résistants.
- Caméléons (Chameleons) : créatures très agiles pouvant se rendre difficilement visibles voire invisibles. Ils se déplacent souvent en s'accrochant au plafond et peuvent être très dangereux.
- Mort (Death)[2] : sorte de démon du feu pouvant apparaître et disparaître à tout moment et traverser les murs. Il lance des projectiles enflammés.

### Multijoueur
Un mode multijoueur en écran partagé est disponible pour deux joueurs, en coopération ou en Head to head (affrontement) sur des cartes supplémentaires.

## Accueil
- PC Team : 86 %[3]